# Diego de Almagro el Mozo
Diego de Almagro d.y., känd som el Mozo*) (född i Panama, 1520 - Cusco, 1542). Spansk äventyrare.
Son till Diego de Almagro d.ä. och en indianska från Panama vid namn Ana Martínez.
El Mozos far, Diego de Almagro d.ä., var en av de tre som var ansvariga för conquistadorernas sydamerikaexpedition. Vid uppdelningen av de erövrade landområdena hade Francisco Pizarro som sin del fått Nya Kastilien (Peru), vilket hade visat sig vara en guldgruva, bokstavligt talat. Almagro hade som sin del fått Nya Toledo (delar av nuvarande Chile).
Almagro drog med en expedition ner till sitt område i förhoppningen att han skulle hitta nya rikedomar. Detta lyckades inte och han kom frustrerad tillbaka till Cusco. Almagro ansåg att Cusco tillhörde honom och den gamla fiendskapen med Pizarro blossade upp. Almagros och Pizarros trupper möttes i strid i Slaget vid las Salinas den 6 april 1538. Han togs till fånga och fördes till Cusco där han efter rättegång dömdes till döden via strypning, en dom som verkställdes den 8 juli 1538.
Efter att hans far hade dött, ställde sig el Mozo i spetsen för en liten grupp av Almagros anhängare (Gentlemännen med slängkappan, Los Caballeros de la Capa), vilka mördade Pizarro i hans palats i Lima den 26 juni 1541.
När Pizarro var död utnämnde almagristerna som totalt uppgick till drygt 200 personer honom till guvernör och reste sig emot Cristóbal Vaca de Castro, som var utsänd av den spanske kungen i egenskap av kommissionärsdomare och guvernör. Pizarros och Almagros anhängare möttes i strid i slaget vid Chupas, mycket nära Huamanga (Ayacucho) den 16 september 1542, varvid almagristerna blev besegrade.
Almagro el Mozo försökte fly och gömma sig bland rebellerna i Vilcabamba, men togs till fånga och blev avrättad i Cusco.
*)el Mozo betyder "pojken" och motsvarar svenska beteckningen "d.y." ("den yngre")